# Bentour
Bentour Reisen ist ein mittelständischer, inhabergeführter Reiseveranstalter. Als Muttergesellschaft fungiert die Bentour Reisen AG mit Hauptsitz in Zürich. Das Unternehmen betreibt zudem eine hundertprozentige Tochtergesellschaft in Deutschland, die Bentour Reisen GmbH, und Bentour Reisen A.S. als Vertretung in der Türkei.
Im Geschäftsjahr 2024 erzielte das Unternehmen einen Umsatz von 224 Millionen Euro.

## Geschichte
Die Geschichte des Unternehmens begann im Jahr 2004 mit der Gründung durch Kadir Ugur. Zu diesem Zeitpunkt hatte dieser bereits umfangreiche Erfahrungen in der Touristik gesammelt, unter anderem als Inhaber und Geschäftsführer des 1983 gegründeten Veranstalters ATT. Seit 2017 führt Deniz Ugur das Unternehmen, während seit März 2020 die ehemalige Öger-Geschäftsführerin Songül Göktas-Rosati für das Deutschland-Geschäft verantwortlich ist.
Im Geschäftsjahr 2018/2019 reisten insgesamt 170.000 Passagiere mit Bentour Reisen. Der Gesamtumsatz des Veranstalters betrug in diesem Geschäftsjahr 111 Millionen Euro. Etwa 50.000 der insgesamt 170.000 Passagiere reisten dabei in außerhalb der Kerndestination Türkei gelegene Ferienregionen, wie beispielsweise Griechenland, Spanien, Ägypten oder Nord- und Süd-Zypern.
Bentour Reisen war im Jahr 2020 laut eigenen Angaben der erste Reiseveranstalter im deutschsprachigen Raum, der einen sogenannten Flex-Tarif einführte, mit dem Kunden gegen einen Aufpreis Reisen bis kurz vor Antreten stornieren oder umbuchen können.
Im Geschäftsjahr 2023 reisten insgesamt 200 000 Passagiere mit Bentour Reisen, und der Gesamtumsatz betrug 150 Millionen Euro. Im folgenden Jahr stieg der Umsatz um 40 Prozent auf 224 Millionen Euro an.

## Unternehmensstruktur und Mitgliedschaften
Bentour Reisen hat ihren Hauptsitz (Bentour Reisen AG) in Zürich in der Schweiz. In Wolfschlugen, Baden-Württemberg, befindet sich die hundertprozentige Tochtergesellschaft Bentour Reisen GmbH. Die Bentour Reisen A.S. hat ihren Sitz in Antalya, Türkei.
Neben der Familie Ugur sind auch die türkischen Hotelketten Delphin Hotels und Stone Group Gesellschafter von Bentour Reisen.
Das Unternehmen ist Mitglied im Deutschen ReiseVerband (DRV), im Schweizer Reise-Verband (SRV), im Österreichischen ReiseVerband (ÖRV) sowie im Bundesverband der Deutschen Tourismuswirtschaft.
Der Vertrieb erfolgt hauptsächlich über stationäre Reisebüros sowie über Onlineportale.

## Dienstleistungen
Bentour Reisen wurde als mittelständisches Touristikunternehmen mit Schwerpunkt auf Türkeireisen gegründet. Das Unternehmen bietet eine Auswahl von über 5.000 Hotels in verschiedenen Urlaubsdestinationen sowie eine Auswahl von Flugpartnern an.
Der Schwerpunkt liegt überwiegend auf Badeferiendestinationen. In der Türkei kooperiert Bentour Reisen mit rund 400 Hotels, insbesondere an der türkischen Riviera in Regionen wie Belek, Side, Lara und Kemer sowie zwischen Dalaman und Izmir.
Bentour Reisen bietet zwei Flex-Tarife an, mit denen Kunden bis zu 14 Tage vor der Abreise kostenlos stornieren oder umbuchen können.
Darüber hinaus bietet das Unternehmen die «Quick Transfer»-Aktion an, bei der die eigenen Reisegäste zwischen den Hotels und dem Flughafen mit höchstens einem Zwischenstopp transferiert werden.

## Sponsoring und soziales Engagement
Seit August 2024 ist Bentour Reisen Sponsor des Fussball-Bundesligisten VfB Stuttgart. Der Veranstalter organisiert die Management-Tagung des Vereins. Ab der Saison 2024/25 wird Bentour Reisen zudem das Wintertrainingslager der ersten Bundesligamannschaft ausrichten. In derselben Saison findet ausserdem in Zusammenarbeit mit der VfB Fussballschule ein Kinderfussballcamp in der Türkei statt, bei der 50 Kinder die Möglichkeit haben, fünf Tage lang unter der Anleitung von fünf qualifizierten Trainern des VfB Stuttgart zu trainieren.

## Nachhaltigkeit
Ende 2012 begann Bentour Reisen das Projekt Bentour Wald, bei dem Gäste in den Wintermonaten in Antalya die Möglichkeit hatten, einen Baum im Rahmen eines Ausflugs zu pflanzen. In den folgenden zehn Jahren wurden dabei mehrere tausend Bäume gepflanzt. Im August 2021 gab das Unternehmen bekannt, zur Wiederaufforstung der durch Waldbrände in Südeuropa geschädigten Gebiete 10 000 Bäume zu pflanzen. Darüber hinaus wurde bis zum Ende der Saison für jede verkaufte Pauschalreise in die Türkei ein weiterer Baum im Bentour Wald in Antalya gepflanzt.
Seit Januar 2022 ist die Bentour Reisen GmbH Mitglied des Futouris e.V., einer Initiative für Nachhaltigkeit in der deutschen Tourismusbranche. In Zusammenarbeit mit Futouris plant das Unternehmen die Entwicklung von Konzepten im Bereich Klimaschutz und deren Umsetzung im eigenen Betrieb.

## Auszeichnungen
- 2013: Auszeichnung als Entrepreneur of the Year von Kadir und Deniz Ugur im Segment «Dienstleistung/Handel» durch die Wirtschaftsprüfungsgesellschaft EY[31]
- 2022: 3. Platz bei den Globus Awards durch die Fachzeitung Touristik aktuell[32]